# Casarrubuelos
Casarrubuelos è un comune spagnolo di 2 343 abitanti situato nella comunità autonoma di Madrid.